# Tinodes nakhayukta
Tinodes nakhayukta är en nattsländeart som beskrevs av Schmid 1972. Tinodes nakhayukta ingår i släktet Tinodes och familjen tunnelnattsländor. Inga underarter finns listade i Catalogue of Life.